# A Magyar Királyi Honvéd Légierőben használt repülőgépek listája
A lista az 1938–1945 között létezett Magyar Királyi Honvéd Légierőnél rendszeresített repülőgépeket sorolja fel.

## Vadászrepülőgépek
| Típus           | darabszám | szolgálati ideje | változatok                   |
| --------------- | --------- | ---------------- | ---------------------------- |
| Fiat CR.30      | 17        | 1936-1939        | Bisz, B                      |
| Fiat CR.32      | 112       | 1936-1944        | Bisz, Terr quater            |
| Fiat CR.42      | 72        | 1939-1945        |                              |
| Reggiane R.2000 | 70        | 1941-1943        |                              |
| MÁVAG Héja      | 183       | 1942-1944        |                              |
| Bf 109          | 522       | 1941-1945        | D-1, F-4 ,G-2,4,6,10,14, E-4 |

## Rombolók
| Típus  | darabszám | szolgálati ideje | változatok  |
| ------ | --------- | ---------------- | ----------- |
| Me 210 | 171       | 1943-1945        | Ca, Ca-1    |
| Bf 110 | 18        | 1944-1945        | E-4,G-2,G-4 |

## Bombázók
| Típus          | darabszám | szolgálati ideje | változatok       |
| -------------- | --------- | ---------------- | ---------------- |
| Caproni Ca.101 | 17        | 1930-1944        |                  |
| WM–16 Budapest | 9         | 1933–1942        |                  |
| Ju 86          | 63        | 1937-1945        | K-2              |
| Caproni Ca-310 | 35        | 1938-1940        |                  |
| Caproni Ca-135 | 66        | 1940-1944        | Bis              |
| Ju 88          | 82        | 1943–1945        | A-4,A-5,A-14,C-6 |
| He 111         | 13        | 1944-1945        | H-6,H-2          |

## Csatarepülőgépek, vadászbombázók
| Típus  | darabszám | szolgálati ideje | változatok            |
| ------ | --------- | ---------------- | --------------------- |
| Ju 87  | 64        | 1941-1945        | A, B-2, D-1, D-3, D-5 |
| Fw 190 | 72        | 1944-1945        | F-8                   |

## Felderítő repülőgépek
- Fw 58 meteorológiai felderítő repülőgép, 2 db, 1939–1945
- Fw 189 felderítő repülőgép
- Fokker C.V.D. felderítő repülőgép, 8 db, 1928–1942
- WM-Fokker C.V.D. felderítő repülőgép, 50 db
- WM–21 Sólyom közelfelderítő repülőgép, 128 db, 1938–1941
- He 46 közelfelderítő repülőgép, 36 db, 1937–1944
- Ro.37 közelfelderítő repülőgép, 14 db, 1939–1941
- He 70 távolfelderítő repülőgép, 18 db, 1937–1942
- Do 215 távolfelderítő repülőgép, 10 db, 1942–1944

## Szállító repülőgépek
- Savoia-Marchetti SM.75 szállító repülőgép, 5 db, 1938–1945
- Fiat G.12 szállító repülőgép, 12 db, 1942–1945
- Ju 52 szállító repülőgép, 23 db
- Siebel Si 204 utasszállító repülőgép, 5 db, 1944–1945

## Kiképző, gyakorló és futárrepülőgépek
- Arado Ar 79 futárrepülőgép, 16 db, 1944–1945
- Fieseler Fi 156 futár- és sebesültszállító repülőgép, 36 db, 1942–1945
- Caproni Ca.97 térképező és futárrepülőgép, 4 db, 1930–1938
- Caudron C.600 Aiglon futárrepülőgép, 6 db, 1943–1945
- Caudron C.630 Simoun futárrepülőgép, 6 db, 1943–1945
- EMESE M–29 futárrepülőgép, 25 db, 1942–1945
- Focke-Wulf Fw 56 együléses vadász.iskolagép, 32 db, 1937–1945
- M–24 futárrepülőgép, 4 db, 1939–1945
- Breda Ba.25 iskola-repülőgép, 3 db, 1939–1942
- Bücker Bü 131 iskola-repülőgép, kb. 105 db, 1936–1945
- Bücker Bü 181 iskola-repülőgép, 23 db, 1942–1945
- Káplár iskola-futárrepülőgép, 5 db, 1941–1945
- Levente II iskola- és futárrepülőgép, kb. 150 db, 1942–1945
- WM–10/13 iskola-repülőgép, 10 db, 1943–1944
- Ro.41 gyakorló vadászrepülőgép, 8 db, 1943–1944
- Dornier Do 23 bombázó-kiképzőgép, 3 db, 1937–1944
- Arado Ar 96 gyakorló repülőgép, 65 db, 1939–1945
- Nardi FN.305 és Nardi FN.315 gyakorló repülőgép, kb. 52 db, 1940–1944

## Használt, de nem rendszeresített repülőgépek
| Típus                  | darabszám | szolgálati ideje | változatok | kategória                            | eredete                                         |
| ---------------------- | --------- | ---------------- | ---------- | ------------------------------------ | ----------------------------------------------- |
| De Havilland DH-50     | 1         | 1939-1942        |            | futárgép                             |                                                 |
| Hirtenberg HS.9        | 1         | 1939-1945        |            | kétüléses iskola és vontatórepülőgép | Ausztria                                        |
| Avia B–534             | 1(+2 ?)   | 1939-1944        |            | együléses vadászrepülőgép            | lelőtt, majd repülőképessé tett csehszlovák gép |
| PZL P.11               | 1         | 1939-1944        | P.11a      | együléses vadászrepülőgép            | lengyel menekült repülte át                     |
| RWD–8                  | 2         | 1940-1944        |            | kiképző és vontatórepülőgép          | lengyel menekültek repülték át                  |
| Prága E-39             | 12        | 1939-1944        |            | futár és vontató repülőgép           | Csehszlovákia                                   |
| IAR-37                 | 1         | 1940-1941        |            | közfelderítő repülőgép               | Románia                                         |
| Potez 25               | 1         | 1941-1944        |            | felderítő repülőgép                  | Jugoszláviában zsákmányolták                    |
| Breguet XIX            | 1         | 1941-1944        |            | felderítő repülőgép                  | Jugoszláviában zsákmányolták                    |
| Bristol Blenheim       | 1         | 1941-1944        | Mk.1       | bombázó repülőgép                    | Jugoszláviában zsákmányolták                    |
| Savoia-Marchetti SM.79 | 1         | 1941-1942        |            | bombázó repülőgép                    | Jugoszláviában zsákmányolták                    |
| Bánhidi Gerle          | 1         | 1940-1941        |            | vontató és futárepülőgép             |                                                 |
| UT–2                   | 1         | 1942-1944        |            | vadászrepülőgép                      | a Szovjetunióban zsákmányolták                  |
| Il–2                   | 1         | 1942-1944        | m3         | csatarepülőgép                       | a Szovjetunióban zsákmányolták                  |
| Jak–4                  | 1         | 1942-1943        |            | kétmotoros vadászrepülőgép           | a Szovjetunióban zsákmányolták                  |
| Hs 129                 | 4         | 1943             | B          | csatarepülőgép                       | Németország                                     |
| He 112                 | 4         | 1939-1944        | B, Q       | vadászrepülőgép                      | mintapéldányok Németországból                   |